# 洛根鎮區 (印地安納州迪爾伯恩縣)
洛根鎮區（英語：Logan Township）是位於美國印地安納州迪爾伯恩縣的一個行政鎮區。

## 地方資料
根據2010年美國人口普查的數據，洛根鎮區的面積為46.30平方千米，當中陸地面積為46.00平方千米，而水域面積為0.30平方千米。當地共有人口3541人，而人口密度為每平方千米76.48人。